# Horisme labeculata
Horisme labeculata är en fjärilsart som beskrevs av Louis Beethoven Prout 1932. Horisme labeculata ingår i släktet Horisme och familjen mätare. Inga underarter finns listade i Catalogue of Life.